# Propulsión aérea
La propulsión aérea puede diferenciarse en dos tipos principales, el motor a reacción y el motor de pistón con hélice.
- El motor a reacción se basa en utilizar el aire para que entre a gran velocidad en la turbina, la forma de esta hace que el aire se comprima igual que en un pistón, entonces se inyecta queroseno, un combustible derivado del petróleo muy volátil, el cual quema y explosiona en el aire comprimido, como el aire es comprimido, se produce una explosión en lugar de una consumición suave. La forma del reactor y la propia velocidad de más aire entrando por la parte delantera del reactor, hacen que la fuerza de la explosión solamente pueda ir en una dirección, hacia atrás, realizando empuje y moviendo unas aspas conectadas en la parte frontal del reactor para que las propias aspas ayuden a que entre más aire comprimido.
- El motor a pistón es exactamente igual que el de un automóvil, con la diferencia que en lugar de ruedas, tiene hélices. La forma de las hélices es diferente a las de un barco, porque como el aire es menos denso que el agua, las hélices de barcos no tendrían ningún efecto en el aire.
En los helicópteros se controla también en ángulo de ataque, mientras que en las aeronaves, solamente se puede colocar la hélice en "bandera" para que, si se tiene un problema y el motor de la aeronave deja de funcionar, la propia hélice no frene la aeronave que se encuentra en ese momento planeando. En el helicóptero se controla también el ángulo con el que la hélice empuja el aire hacia abajo para realizar el empuje.

- Datos: Q61741622